# Women Talking (roman)
Women Talking /Femei vorbind (2018) este al șaptelea roman al scriitoarei canadiane Miriam Toews. Toews descrie romanul ei drept „un răspuns imaginat la evenimente reale”, violurile facilitate de gaze care au avut loc în Manitoba Colony, o comunitate menonită îndepărtată și izolată din Bolivia. Între 2005 și 2009, peste o sută de fete și femei în colonia s-au trezit și au descoperit că au fost violate în somn. Aceste atacuri nocturne au fost respinse sau respinse de bătrânii coloniei până când în cele din urmă s-a dezvăluit că un grup de bărbați din colonie pulverizau un anestezic animal în casele victimelor pentru a le lăsa inconștiente. Romanul lui Toews se concentrează pe întâlnirile secrete a opt femei menonite care, în numele celorlalte femei din colonie, trebuie să decidă cum să reacționeze la aceste evenimente traumatizante. Ele au la dispoziție doar 48 de ore până când oamenii din colonie, care sunt plecați pentru a plăti cauțiune pentru violatori, o să se întoarcă.
Romanul a fost finalist pentru Premiul Guvernatorului General al Canadei, pentru Premiul Trillium Book Award și s-a aflat pe lista lungă pentru Premiul Literar Internațional Dublin.
În 2022, romanul a fost adaptat într-un film cu același nume, scris și regizat de Sarah Polley și cu Rooney Mara, Claire Foy și Frances McDormand în rolurile principale.

## Rezumat
Women Talking se deschide cu o notă a autoarei în care ea își descrie romanul ca „o reacție prin ficțiune” la evenimente din viața reală și „un act de imaginație feminină”. Evenimentele din viața reală la care se referă Toews au avut loc în Colonia Manitoba, o comunitate menonită îndepărtată din Bolivia. Pe o perioadă de câțiva ani, din 2005 până în 2009, fetele și femeile se trezeau și descopereau că au fost violate. Atacurile nocturne au fost atribuite fantomelor și demonilor sau se spunea că sunt pedeapsa lui Dumnezeu pentru păcatele lor sau doar rezultatul „imaginației feminine sălbatice”. În cele din urmă, s-a dezvăluit că un grup de coloniști bărbați a folosit un spray chimic pentru a seda gospodării întregi pentru a agresa sexual femeile. În 2011, opt bărbați au fost condamnați într-un tribunal din Bolivia, fiecare primind o pedeapsă lungă cu închisoarea.
Women Talking are loc într-o colonie menonită numită Molotschna, ca urmare a unor evenimente la fel de traumatizante. Opt bărbați despre care se crede că au comis atacurile pe timp de noapte sunt capturați și încuiați într-o magazie. Unul dintre ei este ucis accidental în timp ce se confruntă cu un grup de coloniști furioși, iar altul este atacat cu o coasă de Salome, una dintre femeile violate. Peters, episcopul de Molotschna, cheamă poliția pentru a-i aresta pe suspecți pentru propria lor protecție. Acum bărbații s-au dus în oraș pentru a plăti cauțiunea pentru suspecți, astfel încât aceștia să poată aștepta de acasă judecarea. De asemenea, femeile au posibilitatea de a-i ierta pe bărbați pentru a garanta locul tuturor în rai. Orice femeie care nu îi iartă pe bărbați, potrivit lui Peters, va fi excomunicată.
În timp ce bărbații sunt plecați, femeile din colonie țin un referendum. Pe buletinul de vot sunt trei variante, fiecare reprezentată printr-o ilustrație: iertați bărbații și nu faceți nimic; rămâneți în colonie și luptați; părăsesc colonia. Voturile sunt egale între „rămâi și luptă” și „pleacă”, iar opt femei, patru din familia Friesen și patru din familia Loewen, sunt desemnate să iasă din impas. În orele care au mai rămas înainte ca bărbații să se întoarcă, femeile țin întâlniri secrete ăntr-un hambar pentru a dezbate problema și a lua o decizie.
Pe parcursul a două zile — 6 și 7 iunie 2009 — femeile au o serie de dezbateri urgente: cum să-și mențină credința în lumina abuzului, dacă li se va refuza cu adevărat intrarea în cer dacă refuză să-și ierte infractorii, ce înseamnă a ierta și a vindeca, precum și avantajele și dezavantajele de a rămâne sau de a pleca. Fiecare dintre cele opt femei a fost victima a mai multor violuri, iar Ona Friesen este însărcinată cu copilul unui violator. Deși violurile nu sunt înfățișate în roman, natura lor violentă este evocată: Greta poartă proteze dentare incomode pentru că dinții i-au fost zdrobiți în timpul atacului, iar femeile au „cicatrici de la arsuri de frânghie sau de la tăieturi”. Femeile sunt întrerupte de proprietarul hambarului, bătrânul și infirm Earnest Thiessen. El le întreabă pe femei dacă complotează să-i ardă hambarul. Agata, cea mai mare dintre Friesens, răspunde: „Nu, Ernie, nu există un complot, suntem doar femei care vorbesc”. Klaas, soțul lui Mariche, care s-a întors din oraș pentru a strânge la licitație doisprezece cai, urcă și el în hambar și i se spune că femeile tocmai au terminat de cusut. În acea seară se îmbată și o bate pe Mariche.
Romanul este prezentat ca procesele verbale ale întâlnirilor femeilor, care sunt luate de August Epp, profesorul coloniei, care s-a întors recent în urma unei perioade de excomunicare. August ține procesul-verbal la cererea Onei, cea care era obiectul iubirii sale neîmpărtășite și prietena lui din copilărie, deoarece femeile nu știu să citească sau să scrie. Pe lângă transcrierea conversațiilor femeilor, el își dezvăluie treptat propria poveste de fundal: excomunicarea părinților săi din colonie, studiile universitare în Anglia, arestarea în timpul unui protest la Londra și închisoare, moartea și dispariția părinților săi și luptele sale cu depresie (pe care menoniții o numesc Narfa, adică „nervi”).
În cele din urmă, femeile decid să părăsească colonia împreună cu orice băieți sub 15 ani. Cu toate acestea, riscă totuși să fie descoperite de frații Koop, care îi păzesc pe cei doi cai îndrăgiți ai Gretei, în colonia vecină Chortiza. Pentru a asigura caii și pentru a se asigura că frații nu-i alertează pe bărbați, Autje și Neitje, cele două adolescente, îi ademenesc pe frați la hambar, argumentând că virginitatea lor este deja pierdută. În timpul actului, Salome îi elimină pe frați cu același spray care a fost folosit pentru femei de ani de zile. Ea folosește spray-ul și pe Scarface Janz, o femeie care „nu face nimic”, de teamă că aceasta va găsi o modalitate de a ajunge în oraș pentru a-i alerta pe bărbați și pe fiul ei, Aaron, care nu vrea să părăsească colonia. Femeile pleacă într-un convoi de căruțe.
August rămâne în urmă veghind asupra fraților adormiți, gândindu-se la absența bruscă a femeilor, la propria viață și la deciziile sale, anticipând întoarcerea bărbaților din colonie. El dezvăluie că adevăratul motiv pentru care familia sa a fost excomunicată a fost pentru că, la vârsta de doisprezece ani, a început să aibă semene foarte mult cu episcopul Peters. El înțelege, de asemenea, că Ona i-a cerut să ia procesele-verbale, nu pentru că femeile aveau nevoie de ele, ci pentru că ea a înțeles că el are gânduri suicidare și a crezut că el va fi în siguranță în compania femeilor, îndeplinind o sarcină.

## Personaje
- August Epp: Naratorul romanului. Născut în Molotschna, dar vorbește și scrie engleză, după ce părinții lui au fost excomunicați în Regatul Unit, cel mai probabil pentru că a devenit clar că August era fiul episcopului Peters (nu al soțului mamei sale). După ce a fost închis pentru că a furat un cal de poliție la un protest din Londra, el se întoarce în colonie ca profesor. Ceilalți bărbați din colonie îl privesc cu suspiciune și dispreț. El este rugat să consemneze procesul-verbal al întâlnirii de către Ona, prietena lui din copilărie și femeia pe care o iubește.
- Greta (Loewen): Matriarha familiei Loewen. Dinții i-au fost doborâți pentru că a plâns în timpul unui atac și are proteze dureroase și mari. Pasionată de caii ei, Ruth și Cheryl.
- Mariche (Loewen): fiica mai mare a Gretei, care este într-o căsătorie abuzivă în familie cu Klaus.
- Mejal (Loewen): fiica mai mică a Gretei. Fumătoare  cu „o viață secretă”.
- Autje (Loewen): fiica adolescentă a lui Mariche, care este apropiată de Neitje.
- Agata (Friesen): Matriarha pragmatică a familiei Friesen.
- Ona (Friesen): fiica mai mare senină și visătoare a Agatei, care este necăsătorită și însărcinată ca urmare a violului. Sora ei, Mina, s-a spânzurat după ce a descoperit trupul inconștient al fiicei ei, Neitje, mânjit cu sânge și material seminal și episcopul Peters i-a spus că este „opera lui Satana”.
- Salome (Friesen): fiica mai mică a Agatei. Furia ei este „vezuviană” și „ochii ei nu sunt niciodată liniștiți”. Ea îi atacă pe făptuitori cu o coasă după ce a aflat că fiica ei de trei ani, Miep, a contractat o boală venerică după ce a fost violată.
- Neitje (Friesen): nepoata adolescentă a Agatei, a cărei mamă s-a sinucis după ce a aflat despre violul lui Neitje și care acum locuiește cu Salome. Ea desenează ilustrațiile necesare pentru referendum.
- Scarface Janz: Un membru ferm al coloniei. Cea mai vocală dintre femeile „nu face nimic”.
- Melvin Gerbrandt: Veghează asupra copiilor în timp ce femeile vorbesc. Profund traumatizat după ce a pierdut un fiu prematur conceput în urma unui viol, el își schimbă numele din Nettie în Melvin și mut, refuzând să vorbească cu nimeni, în afară de copii.
- Peters: Episcopul de Molotschna. Interzice ajutoarelor din afară să intre în colonie. Tatăl său, Peters Senior, a excomunicat familia Epp. Spray-ul  este descoperit în hambarul său cu lapte.

## Context
Menoniții au început să înființeze colonii în Bolivia la sfârșitul anilor 1950, după ce guvernul a oferit pământ în regiunea pădurilor uscate Chiquitano, la nord de Santa Cruz de la Sierra, și a promis scutirea de la serviciul militar, libertatea religioasă și dreptul de a dicta sistemul educațional. Primii coloniști au venit din coloniile paraguayene și mexicane care fuseseră înființate cu treizeci de ani mai devreme de către menoniții fundamentaliști care au fugit din Manitoba, Canada, când guvernul canadian a început să-și impună programa oficială de școală publică. Au urmat apoi menoniții din Belize și Canada, iar până în 2013, Bolivia avea 57 de colonii de menoniți cu o populație totală de aproximativ 70.000. Colonia Manitoba, care a fost fondată în 1993 și are o populație de peste 2000 de membri, seamănă cu o serie de alte colonii menonite conservatoare din America de Sud. Coloniștii poartă haine simple și vorbesc Plautdietsch. Ei călătoresc în cărucioare trase de cai și numai bărbaților li se permite să părăsească colonia neînsoțiți. Electricitatea și tehnologia modernă sunt respinse. Orice fel de activitate sportivă care implică o minge este interzisă. Băieții primesc o educație până la pubertate, limitată la germană, matematică și religie. Mulți învață și spaniolă, dar căsătoria cu oricare dintre populația locală este strict interzisă.
În august 2011, șapte bărbați din colonia Manitoba au fost condamnați la 25 de ani de închisoare pentru viol, iar un al optulea bărbat, Peter Wiebe Wall, medic veterinar, a primit opt ani pentru furnizarea medicamentului folosit pentru a debilita victimele. Un al nouălea, Jacob Neudorf Enns, a evadat din închisoarea Palmasola din Santa Cruz înainte de a putea fi judecat și rămâne fugar. Toți bărbații au pledat nevinovați. În timp ce 150 de femei au depus mărturie în timpul procesului, acuzarea a susținut că alte sute nu s-au simțit confortabil să depună mărturie; câțiva dintre bărbații aflați în judecată au fost acuzați că au amenințat unele dintre femei și familiile lor să nu depună mărturie. Există rapoarte că violurile prin droguri continuă să aibă loc, nu numai în Colonia Manitoba, ci și în alte părți.
Toews a auzit pentru prima dată despre violurile din colonia Manitoba prin intermediul unor povești. Ea a spus că este îngrozită de detaliile crimelor, dar nu este complet surprinsă: „Comunitățile extremiste, închise, sunt pregătite pentru violență”. Când în 2009 zvonurile au fost confirmate în presa internațională, ea a început să-și organizeze gândurile și să-și dea seama cum va scrie despre poveste. Cu toate acestea, înainte de a putea începe, sora ei mai mare, Marjorie, s-a sinucis (în 2010, așa cum făcuse tatăl lor cu 12 ani înainte), iar în durerea ei a scris All My Puny Sorrows, un roman inspirat de sora ei. A urmat apoi Women Talking iar Toews a avut o versiune completă a manuscrisului la începutul anului 2017.
Toews este ea însăși de ascendență frisană, un descendent direct al unuia dintre primii coloniști menoniți din Canada, Klaas Reimer (1837–1906), care a sosit în Steinbach, Manitoba, în 1874, din ceea ce este astăzi Ucraina. Fondatorii orașului Steinbach sunt înrudiți direct cu coloniștii din Bolivia și se află în provincia din care își trage numele colonia boliviană. Personalitățile personajelor din Women Talking, spune Toews, erau toate bazate pe prieteni și membri ai familiei din orașul ei natal. Crescând într-un oraș religios, menonit, ca parte a bisericii Kleine Gemeinde, ea a fost martoră directă la răul pe care fundamentalismul îl face oamenilor, în special celor cu adevărat credincioși. În scrierea romanului, ea spune, „a existat furie și durere amestecate cu sentimente de credință” și că povestea conținea toate întrebările pe care le avea despre propria sa comunitate menonită: „Când am devenit adolescentă, am început să înțeleg ipocrizia profundă, sfințenia, autoritarismul, această cultură a controlului, sau a regulilor, a pedepsei, toate aceste lucruri care mi s-au părut atât de departe de prezența lui Dumnezeu. A fost acel conflict care m-a înfuriat atâția ani.” 

## Reacții
Women Talking a primit recenzii pozitive în Booklist, Kirkus Reviews , Publishers Weekly, și a fost o carte remacată de New York Times. De asemenea, a apărut pe o serie de liste de cele mai bune cărți de la sfârșitul anului, inclusiv în The Globe and Mail, The Toronto Star, Slate Magazine, Buzzfeed, The AV Club,  Electric. Lit, USA Today, The National Book Review, și The Guardian.
Anthony Cummins, scriind pentru The Guardian, a numit romanul „curajos și atent” și a lăudat proza „chibzuită și ușoară” a lui Toews, în ciuda subiectului întunecat al cărții.
Lily Meyer din NPR a numit cartea „uimitoare” și o „carte profund inteligentă”; deși inițial era precaută față de poveștile femeilor spuse de un narator de sex masculin, ea a descoperit în cele din urmă că, făcând acest lucru, Toews „inversează structura patriarhală sub care trăiesc aceste femei”.
Women Talking a primit, de asemenea, recenzii pozitive în presa canadiană, Toronto Star numind-o „inteligentă” și „fin calibrată”, iar The Globe and Mail lăudând-o pentru că investighează întrebările „vitale” pentru femei.
Women Talking a fost finalista pe lista scurtă pentru Premiul Guvernatorului General pentru ficțiune în limba engleză la Premiile Guvernatorului General din 2018 și pentru Premiul Trillium Book 2019. De asemenea, a fost pe lista lungă a Premiului Literar Internațional Dublin 2020.

## Adaptare cinematografică
Pe 2 septembrie 2022, o adaptare cinematografică de lungmetraj  a romanului, scrisă și regizată de Sarah Polley, cu o distribuție din care fac parte Rooney Mara, Claire Foy, Jessie Buckley, Ben Whishaw, Judith Ivey și avându-l ca producător pe Frances McDormand, a avut premiera la Festivalul de film de la Telluride. La cea de-a 95-a ediție a Premiilor Oscar, filmul a fost nominalizat pentru cel mai bun film, în timp ce Polley a fost premiată pentru cel mai bun scenariu adaptat.